# 유민주
유민주(1979년 ~)는 캐나다의 요리연구가다.

## 경력
- 2016~ : 공공빌라 대표
- 2016~ : 유머러스 캥거루 대표
- 2012~ : 글래머러스 펭귄 대표

## 방송
- 백종원의 미스터리 키친 (2019)
- tvN 줄 서는 식당 (2022)

## 저서
- 아메리칸 케이크 (2015)
- 유민주 파티시에의 디저트 노트 (2019)